# Aurora B.
Aurora B. è il quinto singolo del duo musicale italiano Chrisma, pubblicato nel 1979 come secondo estratto dal loro secondo album Hibernation.

## Descrizione
Il singolo, prodotto e arrangiato da Niko Papathanassiou (fratello di Vangelis) e scritto da Julie Scott e Maurizio Arcieri, è stato pubblicato dalla casa discografica Polydor Records in una sola edizione destinata al mercato italiano, contenente sul lato B il brano Hibernated Nazi, anch'esso scritto dalla Scotto e da Arcieri.
Per Aurora B. venne girato un videoclip che provocò un certo scandalo in quanto Maurizio e Christina vi simulavano un rapporto sessuale e un suicidio. A maggior ragione considerato che il video, forse il primo vero video clip italiano, prodotto dalla RAI venne presentato in anteprima a Domenica in....

## Tracce
1. Aurora B. – 5:05 (Julie Scott, Maurizio Arcieri)
2. Hibernated Nazi – 3:50 (Julie Scott, Maurizio Arcieri)

Durata totale: 8:55

## Crediti
- Christina Moser - voce
- Maurizio Arcieri - voce
- Niko Pathanassiou - produzione discografica, arrangiamenti